# Tableau encyclopédique et méthodique des trois règnes de la nature

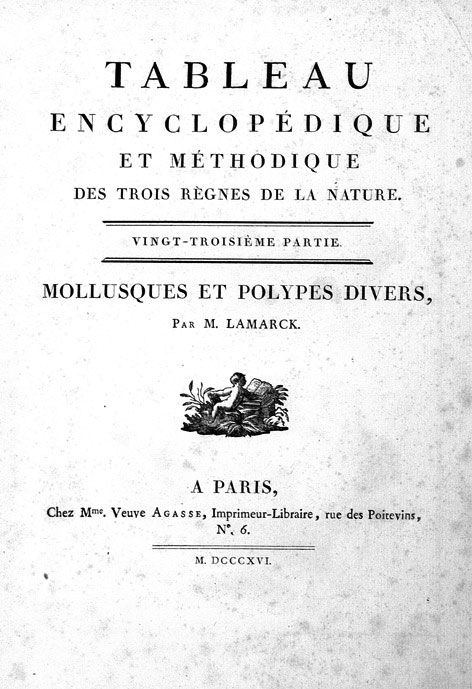
Première page

Le Tableau encyclopédique et méthodique des trois règnes de la nature est une encyclopédie illustrée de plantes, d'animaux et de minéraux, qui se distingue par l'incorporation des premières descriptions scientifiques de diverses espèces, et par ses gravures colorées attirantes. Elle a été publiée à Paris par Charles-Joseph Panckoucke, à partir de 1788. Bien que de nombreux volumes peuvent être considérés comme des éléments de la plus grande Encyclopédie méthodique, ils ont été intitulés et édités séparément.
Des tirages individuels de cet ouvrage peuvent de nos jours atteindre des prix en milliers d'euros.
Le volume traitant des vers de Jean-Guillaume Bruguière est l'un des plus rares de la collection pour ses planches qui peuvent être considérées comme les premières à représenter certains micro-organismes.

## Contributeurs
- Jean-Baptiste de Lamarck (1744-1829) traite de la taxinomie végétale ;
- Louis Jean-Marie Daubenton (1716-1800) rédige la partie consacrée aux quadrupèdes mais son système, notamment la classification qu'il y suit, est critiqué par ses contemporains ;
- L'abbé Pierre Joseph Bonnaterre (1747-1804) rédige principalement les parties consacrées aux poissons et aux oiseaux. Il suit le système linnéen. Complétées par des planches de grands formats, ces deux parties sont réputées. Il est en outre l'auteur d'articles traitant des cétacés, mammifères, reptiles, amphibiens et insectes ;
- Jean-Guillaume Bruguière (1750-1798) traite des invertébrés ;
- Louis Jean Pierre Vieillot (1748-1831) rédige quant à lui le second volume consacré aux oiseaux.